# Schefflera siamensis
Schefflera siamensis är en araliaväxtart som beskrevs av William Wright Smith och William Grant Craib. Schefflera siamensis ingår i släktet Schefflera och familjen araliaväxter. Inga underarter finns listade.